# Vangede Batteri
Vangede Batteri er et tidligere militæranlæg, der blev opført i 1887-88. Batteriet indgik i Københavns Befæstning. Vangede Batteri er beliggende mellem Stolpehøj og Horsevej i Vangede nord for København. 
Batteriets opgave var at forsvare den sydlige del af Nordfronten, med andre ord beskyde områderne foran Gladsaxe Fort, Bagsværd Fort og Lyngby Fort. Det skulle samtidig hindre fjendtlig indtrængen mellem forterne og sikre de bagved liggende områder. Det var et ca. 300 m langt, åbent, halvmåneformet batteri med tør grav med to batterilinier. En søndre med seks betonbriske og en nordre med tre betonbriske. Begge batterilinier havde et mindre magasin for håndsammunition. Mellem batterilinierne lå en kasematbygning indeholdende ammunitionsmagasiner og belægningsrum for mandskabet. Endelig havde bygningen to pansrede forsvindingstårne i dækket. Vangede Batteri var næsten identisk med Tinghøj Batteri. 
Den nordre batterilinie havde en kikkertstation, der kunne dække området fra Tinghøj Batteri til Garderhøj Fort. Den søndre batterilinie var bestykket med seks 12 cm jernkanoner og den nordre med tre. Kanonerne havde en rækkevidde på ca. 7 kilometer.
Batteriets to forsvindingstårne var bestykket med hver et 8 mm 10-løbet mitrailleuse (maskingevær) til nærforsvar. Bemandingen bestod af en mobiliseringsstyrke på 3 officerer, 13 underofficerer og 100 menige.
Batteriet blev nedlagt i 1920 og kun den nordre del er synlig i dag.
- Batteriets nordlige del
- Kanonbrisk
- Brisk til transportabelt pansertårn (Fahr Panzer fra Gruson)

## Historie
Jorden blev udskiftet i 1777 og havde forskellige ejere, indtil den i 1866 blev købt af den danske stat med henblik på opførelse af Københavns Befæstning. I 1884 kom betænkningen om Københavns Befæstning, og den 15. september 1886 påbegyndtes den konkrete planlægning af Vangede Batteri. Ved den provisoriske finanslov af 1. april 1887 blev finansieringen til anlægget tilvejebragt, og senere samme måned instruerede krigsminister J.J. Bahnson ingeniørkorpset om at udarbejde de endelige planer, som Bahnson efterfølgende godkendte den 18. maj 1887. Under en inspektion den 9. august 1887 konstateredes det, at jordarbejderne allerede var fremskredne, dette til trods for at den formelle starttilladelse først blev givet den 16. august 1887. Den 20. april 1888 blev givet en kongelig tillægsbevilling, som bl.a. skulle betale for forsvindingstårnene, og i juni måned samme år konstateredes det ved en inspektion, at anlægget var så godt som færdigt. I oktober samme år godkendte Bahnson forsvindingstårnene. 
I perioden frem til 1. verdenskrig lå anlægget hen, og kanonerne blev opbevaret på Tøjhusmuseet. Ved en status af 1. januar 1891 konstateredes, at nogle ubetydelige forstærkninger manglede. 
I oktober 1917 blev sikringsstyrken indkaldt. Sikringsstyrken skulle bemande Københavns Befæstning, herunder Vangede Batteri. Bemandingen blev ophævet igen i 1919. Efter 1. verdenskrig nedsattes en kommission, der skulle vurdere en eventuel fremtid for forsvaret af København. Kommissionen arbejdede i perioden 1919-22, mest tidligt i forløbet. Allerede den 9. marts 1920 besluttede Folketinget at afvikle Københavns befæstning senest den 1. april samme år og overgive bygningsanlæggene til Finansministeriet.
Vangede Batteri var således ejet af Finansministeriet indtil 1939, hvor det blev solgt til Gentofte Kommune.
Anlægget blev i en periode benyttet som fabriksbygning, men blev siden kastet til og den søndre batterilinje blev udmatrikuleret til private ejendomme.
I 1988 fyldte batteriet 100 år og faldt dermed ind under museumslovens paragraf om fortidsminder. Vangede Batteri er i dag fredet.